# Fairchild Channel F
Fairchild Channel F är en spelkonsol, i det som kallas den andra generationen av spelkonsoler. Den är det första tv-spelet med programvaran på utbytbara kassetter. Magnavox Odyssey, som kom 1972, hade utbytbara kassetter - dock utan någon ROM eller andra kretsar. Dessa var istället konstruerade av jumprar. Fairchild däremot hade kassetter med minne i form av Program Storage Unit som är ett slags ROM-minne med egen programräknare och extra logik.
Fairchild Channel F började säljas i november 1976 under titeln Fairchild Video Entertainment System av Fairchild Semiconductor och försvann från marknaden efter bara några år i och med den första videospelsdöden. Totalt släppte Fairchild (och senare Zircon) 26 olika spelkassetter till maskinen avsedda för konsumentmarknaden. För den tyska marknaden har det av företaget SABA släppts en översatt version av #1, kassett #3 med tyska förkortningar, en alternativ variant av #18 (Hangman) med annorlunda grafik och tysk ordlista samt en Schack-kassett som enbart släpptes av SABA. Det finns även två olika demonstrationskassetter, den första lär ut hur konsolen används och den andra visar grafik från olika spel.
Konsolen bygger på ett processorsystem kallat F8, detta skapades av Robert Noyce (Robert Noyce startade även företaget Intel 1968).

## Namn i olika länder
Ursprungligen hette systemet Video Entertainment System eller VES, men när Atari släppte VCS året därpå ändrade Fairchild namnet och försökte göra konsolen känd som Channel F. I samband med detta började Fairchild använda en ny logotyp i form av ett F i en avrundad rektangel liknande en tv-skärm, och slutade använda sin Fairchild-textlogo i lika stor omfattning.
Tv-spelet såldes även under följande namn:
- Luxor Video Entertainment System, andra modellen: Luxor Video Entertainment Computer (Sverige)
- Adman Grandstand Video Entertainment Computer (Storbritannien)
- Saba Videoplay samt Videoplay 2, Nordmende Color Teleplay µP (Tyskland)
- Ingelen/ITT Tele-Match Processor (Österrike)
- Barco Challenger (Belgien)
- Dumont Videoplay (Italien)

## Specifikationer
- CPU: Fairchild F8, 3850 @ 1,79 MHz (PAL 2,00 MHz, andra generationen PAL 1,77 MHz)
- RAM: 64 byte, 2 kilobyte Video-RAM
- Grafikupplösning: cirka 102 × 58 synliga pixlar beroende på TV (VRAM: 128 × 64)
- Färger: åtta färger (se nedan)
- Ljud: 500 Hz-, 1 kHz-, och 1,5 kHz-toner (dessa kan moduleras så att de skapar olika toner)
- In-enheter: två spelkontroller med åtta olika riktningar (fram, bak, höger, vänster samt upp, ner, med- och moturs)

## De åtta färgerna hos konsolen
Det går att plotta med tre olika färger och sedan välja en av fyra olika bakgrundsfärger per rad.
Plot-färgerna är röd, grön eller blå, bakgrundsfärgerna är ljusgrå, ljusblå, ljusgrön eller svart. Om bakgrundsfärgen väljs till svart så blir alla pixlar på den raden vita.

### Fotnoter
1. ↑  ”Timeline” (på engelska). Find Collectables. Arkiverad från originalet den 17 juli 2019. https://web.archive.org/web/20190717122441/http://www.fndcollectables.com/CHANNEL_F_INFO/U_S_/Time_Line/time_line.html. Läst 24 maj 2017.